# Душкин, Василий Петрович
Василий Петрович Душкин (1925 — 02.09.1946) — командир расчёта 82-мм миномёта 4-го гвардейского воздушно-десантного полка (2-я гвардейская воздушно-десантная дивизия, 18-я армия, 4-й Украинский фронт) гвардии старший сержант, участник Великой Отечественной войны, кавалер ордена Славы трёх степеней.

## Биография
Родился в 1925 году в селе Исаково ныне Черемисиновского района Курской области в семье крестьянина. Русский. Окончил 4 класса, учился в школе фабрично-заводского обучения в городе Курск.
В феврале 1943 года был призван в Красную армию Черемисиновским райвоенкоматом Курской области. С октября 1943 года участвовал в боях с захватчиками. Воевал на 1-м и 4-м (с августа 1944 года) Украинских фронтах. К весне 1944 года гвардии младший сержант Душкин воевал в составе миномётного расчёта 4-го гвардейского воздушно-десантного полка 2-й гвардейской воздушно-десантной дивизии, был подносчиком в миномётном расчёте, затем стал наводчиком.
В марте 1944 года в боях за город Проскуров (ныне Хмельницкий, Украина) под сильным огнём противника бесстрашно и самоотверженно работал на подносе мин, обеспечил безотказную работу миномёта. За эти бои получил первую боевую награду — медаль «За боевые заслуги».
11-13 августа 1944 года у посёлка Куты (ныне Косовского района Ивано-Франковской области) гвардии младший сержант Душкин при схватке с контратакующим противником поражал интенсивным огнём его живую силу. Затем, когда враг подошёл близко к позициям и вести огонь из миномёта стало не возможно, вместе с расчётом истреблял врага из стрелкового оружия. Лично уничтожил 6 венгерских солдат.
Приказом по частям 2-й гвардейской воздушно-десантной дивизии от 4 сентября 1944 года № 112/н гвардии младший сержант Душкин (в приказе - Дужкин) Василий Петрович награждён орденом Славы 3-й степени.
28-29 ноября 1944 года в районе села Земплин (12 км северо-западнее города Шаторальяуйхей, Венгрия) гвардии младший сержант Душкин на подручных средствах через реку Бодрог. Бойцы установили миномёт в болоте, вместе с пехотинцами в течение двух суток огнём из миномёта отбил 7 контратак врага. Миномётный расчёт подавил свыше 10 пулемётов и вывел из строя до 20 пехотинцев.
Приказом по войскам 18-й армии от 20 декабря 1944 года № 375/н гвардии младший сержант Душкин Василий Петрович награждён орденом Славы 2-й степени.
17-19 февраля 1945 года в боях в районе села Мних (Силезское воеводство, Польша) командуя расчётом подавил огневую точку, чем оказал помощь пехоте в продвижении вперёд. Награждён второй медалью «За отвагу». В феврале 1945 года дивизия приняла участие в Восточно-Померанской операции.
27 марта 1945 года в бою у города Лослау (24 км северо-восточнее города Моравска-Острава, ныне Острава, Чехия) гвардии старший сержант Душкин, отсекая вражескую пехоту от наступающих танков, миномётным огнём уничтожил с расчётом свыше 10 гитлеровских солдат. Был ранен и контужен, но не покинул боевой позиции до окончания боя. Был представлен к награждению орденом Славы 1-й степени.
Указом Президиума Верховного Совета СССР от 15 мая 1946 года гвардии старший сержант Душкин Василий Петрович награждён орденом Славы 1-й степени. Стал полным кавалером ордена Славы, последняя награда осталась не врученной.
После Победы продолжил службу в армии, стал офицером. 
2 сентября 1946 года гвардии старший лейтенант Душкин погиб в бою с бандеровцами. Похоронен в Дрогобычский район Львовской области.

## Награды
Награждён орденами Славы 1-й (15.05.1946), 2-й (20.12.1944) 3-й (04.09.1944) степеней, двумя медалями «За отвагу» (06.04.1944, 27.02.1945).
- Орден Славы 1-й степени (15.05.1946)[3][2]
- Орден Славы 2-й степени (20.12.1944)[4][2]
- Орден Славы 3-й степени (04.09.1944)[5][2]
- Медаль «За отвагу» (6.4.1944)[6]
- Медаль «За отвагу» (27.2.1945)[7]
- Медаль «За победу над Германией в Великой Отечественной войне 1941—1945 гг.» (9 мая 1945[8])

## Память
На могиле героя установлен надгробный памятник.